# Manuel Amaro Bernardo
Manuel Amaro Bernardo (Faro, 28 de Março de 1939 - Lisboa, 16 de junho de 2024) era um oficial reformado do Exército Português que, desde 1977, passou a fazer investigação sobre a História Contemporânea mais recente, tendo publicado onze livros até 2021. 
Pertenceu ao Movimento dos Capitães em Moçambique, e em Lisboa, quando colocado na Academia Militar, em Janeiro de 1974. Quando solicitado, apoiou o pessoal da Academia Militar envolvido no golpe de 16 de Março de 1974.
Foi um dos intervenientes no Posto de Comando da Amadora, no contragolpe de 25 de Novembro de 1975, que instalou a Democracia e a Liberdade em Portugal.
Participou na Guerra do Ultramar (Guerra Colonial Portuguesa), de 1961 a 1973, e reformou-se no posto de Coronel de Infantaria, em 2004  

## Biografia
Manuel Amaro Bernardo nasceu na cidade de Faro. Filho único de Manuel Bernardo e Maria do Carmo Amaro Bernardo, ingressou na Academia Militar/ Lisboa, em 1956.
Casou, em 29 de Junho de 1963, em Lisboa, com Beatriz da Conceição Gonçalves Carvalho Branco Bernardo, sendo pai de duas filhas.
Durante 36 anos, desempenhou funções de comando e chefia de pessoal militar e civil, sendo oito em África (Angola e Moçambique), nas quatro comissões por imposição (escala) que cumpriu em 1961/73 (alferes e capitão).
Após o 25 de Abril de 1974, com o posto de major, esteve colocado no Batalhão de Comandos (depois Regimento), a proceder à liquidação do Regimento de Infantaria n.º 1, entretanto extinto.
Desempenhou as funções de Director de Instrução do Regimento de Infantaria de Angra do Heroísmo, durante mais um deslocamento por imposição, nos Açores (1977/78).
Foi Oficial de Operações e 2.º Comandante do então Batalhão n.º 2 da GNR, com área de actuação nos distritos de Lisboa, Setúbal, Santarém e Leiria (1979/85).
Após desempenhar as funções de Subchefe do Estado-Maior, no Quartel-General da Região Militar Sul, em Évora, esteve colocado nos Tribunais Militares Territoriais de Lisboa, onde foi Promotor de Justiça e Juiz Vogal/ Presidente, durante cerca de oito anos (1987/95).
Foi diplomado com o Curso Complementar de Ciências da Informação da Universidade Católica Portuguesa (1990/93)  . 
No dia 18 de junho de 2024, durante o seu funeral, foram prestadas honras militares no Cemitério Municipal de Carnaxide.

## Actividades literárias
Publicou em 1977, com o pseudónimo de Manuel Branco, o livro «Os Comandos no Eixo da Revolução; Crise Permanente do PREC; Portugal 1975/76» (352 pp) na Editorial Abril (seis semanas no quadro dos best-sellers).
Colaborador de alguns jornais diários e semanários lisboetas (1975/1980).
Redactor da revista Mama Sume da Associação de Comandos (1989/1993).
Colaborador do Semanário (1991), do Combatente, da Liga dos Combatentes, desde 1991, do semanário regional O Algarve em 1994-2004 e do Boletim da AFAP. (Associação da Força Aérea Portuguesa)
Em Setembro de 2019, foi-lhe atribuída a Medalha de Mérito de Ouro, pela Câmara Municipal de Faro.
A sua última colaboração foi a redação do artigo "Coronel Stélio Martins dos Santos (1929-2014) para a coluna "Estórias da História" da revista Combatente (edição de junho de 2024).

## Outros livros de sua autoria
1. «Marcello e Spínola – a Ruptura; As Forças Armadas e a Imprensa na Queda do Estado Novo; Portugal 1973-1974» (456 pp). Lisboa, Editora Margem, 1994 (em 2.ª edição na Editorial Estampa (368 pp), em 1996. Apresentada pelo Dr Luís Villas-Boas, em 13 de outubro de 2011, uma 3.ª edição actualizada (300 pp), no Museu Militar, em Lisboa, com o prefácio do Gen. Vasco Rocha Vieira, último Governador de Macau..
  2. «Equívocos e Realidades; Portugal 1974-1975» (2 vol. 1 012 pp). Lisboa, Editora Nova Arrancada, 1999, com prefácio do Eng.º Paulo Vallada. Lançado no Dia Internacional do Livro, na Livraria Municipal Verney, em Oeiras. 
  3. «Timor – Abandono e Tragédia; “A Descolonização” de Timor (1974-1975)», em co-autoria com o Coronel Morais da Silva (ex-Chefe do EM da Força Aérea em 1975-76) (271 pp). Lisboa, Editora Prefácio, 2000, com posfácio do Comandante Virgílio de Carvalho.
  4. «Combater em Moçambique; Guerra e Descolonização 1964-1975» (452 pp). Lisboa, Editora Prefácio, 2003, com prefácio do Prof. Adriano Moreira.
  5. «Memórias da Revolução; Portugal 1974-1975» (740 pp). Lisboa, Editora Prefácio, 2004. Foi lançado no Dia Internacional do Livro, integrado nas comemorações do 30.º aniversário do 25 de Abril, é uma edição revista e actualizada de “Equívocos e Realidades 1974/75 (…)” e tem um prefácio do Prof. Artur Anselmo, ex-Presidente da Academia das Ciências.
  6. «25 de Novembro; Os “Comandos” e o Combate pela Liberdade» (521 pp), em co-autoria com o Prof. Dr. Francisco Proença Garcia e o Sarg-Mor “Comando” Rui Domingos da Fonseca. Lisboa, Edição da Associação de Comandos. 2005. Tem o prefácio do General Tomé Pinto e o posfácio do General Ramalho Eanes e foi lançado no Instituto de Defesa Nacional, em 25 de novembro de 2005, nas comemorações do 30.º aniversário do 25 de Novembro, com apresentação do Prof. Barbosa de Melo, ex-Presidente da Assembleia da República.
7. «Guerra, Paz e Fuzilamentos dos Guerreiros; Guiné 1970-1980».(410 pp) Lisboa, Editora Prefácio, 2007, com prefácio do General Ricardo Durão. Foi lançado em 29 de novembro de 2007, na Sociedade Histórica para a Independência de Portugal (SHIP) / Lisboa e em 13 de dezembro de 2007, na Biblioteca Municipal de Faro.
8. «Grades de Papel; Caxias 1975; Condomínio Fechado» (182 pp), em co-autoria com o Coronel Joaquim Evónio Vasconcelos (falecido). Porto, Versbrava (Edium) Editora, 2013. Apresentado na SHIP (Sociedade Histórica para a Independência de Portugal) /Lisboa, pelo General Loureiro dos Santos, na Biblioteca Municipal de Faro pelo Almirante José Cabeçadas e na Biblioteca Municipal de Quarteira, em 2013, pelo Dr. Cristóvão Norte (falecido).
9. «Moçambique; Guerra e Descolonização; 1964-1975» (382 pp). Lisboa, Âncora Editora (2.ª e 3.ª ed.). É uma edição revista e actualizada do “Combater em Moçambique (…), com o prefácio do General Chito Rodrigues, Presidente da Liga dos Combatentes e integrada no Programa Fim do Império (Liga dos Combatentes, Comissão Portuguesa de História Militar e Câmara Municipal de Oeiras). Apresentado em 2018, pelo General “Comando” Júlio Oliveira, na Livraria Municipal/Oeiras, pelo General Moreira Maia, na Messe da Batalha/Porto e pelo Coronel/Dr. Luís Villas Boas, na Biblioteca Municipal/Faro. 
10. «Guerra, Paz e … Fuzilamentos; Guiné 1970-1980» (478 pp). Lisboa, Âncora Editora (2.ª ed.). É uma edição revista e actualizada do “Guerra, Paz … (…)/2007», com o prefácio do Coronel Armando Ramos, que foi o comandante da coluna do Regimento das Caldas da Rainha, no golpe frustrado do 16 de Março de 1974 e o posfácio do Major Piloto Aviador António Lobato que, depois de uma aterragem de emergência na bolanha (pântano), ficou detido nas prisões do PAIGC durante cerca de 7,5 anos. Este livro foi igualmente integrado no referido Programa “Fim do Império” e apresentado em 15 de Fevereiro/2022, pelo Coronel “Comando” Raúl Folques (condecorado com a Torre Espada), na Livraria Municipal de Oeiras, depois de o ter sido, em 25 de Novembro/2021, em Faro – cidade natal do autor, pelo Professor Vilhena Mesquita, da Universidade local. 
11. «Timor; Abandono e Tragédia» (282 pp.). Lisboa, Âncora Editora (2.ª ed.). É uma edição, em co-autoria com o Coronel Mourais da Silva (já falecido), revista e actualizada do "Timor; Abandono e Tragédia (...)" /2000, com o prefácio do Major-General João Vieira Borges, Presidente da Comissão Portuguesa de História Militar. Este livro foi igualmente integrado no referido Programa “Fim do Império” e apresentado por este último oficial em 18 de Abril de 2023, na Livraria Verney da Câmara Municipal de Oeiras.  